# Chiesa di Sant'Agrippino (Arzano)
La chiesa di Sant'Agrippino è la principale parrocchiale di Arzano, in città metropolitana e arcidiocesi di Napoli; fa parte del decanato di Casoria.

## Storia
L'originaria chiesetta arzanese, intitolata, forse, all'inizio alla Beata Vergine del Carmelo e poi, in un secondo momento, dedicata a sant'Agrippino, si componeva di un'unica navata, era di piccole dimensioni e ospitava tre soli altari, di uno principale e due laterali.
Nel 1560 essa venne sostituta da un nuovo luogo di culto di maggiori dimensioni, che fosse maggiormente rispondente ai bisogni dei fedeli; durante il Seicento la chiesa fu ingrandita e dotata delle cappelle laterali.
Già nella prima metà del XVIII secolo, però, la parrocchiale e il campanile vennero ricostruiti ex novo; nel 1789 si procedette a un rimaneggiamento nel 1789, mentre il pavimento fu oggetto di un primo rifacimento nel 1850 e da un secondo nel 1884.
Nel 1970 si provvide ad eseguire l'adeguamento liturgico secondo le usanze postconciliari mediante l'aggiunta, nel presbiterio, del nuovo altare rivolto all'assemblea, la cui posizione venne leggermente modificata nel 2024.

## Descrizione

### Esterno
La facciata della chiesa, rivolta a occidente e affiancata sul lato sinistro da una piccola ala secondaria, è suddivisa da una cornice marcapiano in due registri: quello inferiore, abbellito da specchiature, presenta il portale d'ingresso architravato e due colonnine ioniche sorreggenti un frontoncino curvilineo spezzato, mentre quello superiore è caratterizzato da una finestra e coronato dal timpano triangolare, entro il quale si apre un oculo.
Annesso alla parrocchiale è il campanile a base quadrata, suddiviso in più registri da cornici marcapiano; la cella presenta su ogni lato una monofora a tutto sesto ed è coronata dalla cupola poggiate sul tamburo.

### Interno
L'interno dell'edificio si compone di tre navate, separate da pilastri sorreggenti degli archi a tutto sesto e abbelliti da lesene sopra le quali corre la trabeazione modanata e aggettante su cui si imposta il registro attico caratterizzato dalle finestre; al termine dell'aula si sviluppa il presbiterio, rialzato di alcuni gradini, coperto dalla cupola e chiuso dalla parete di fondo piatta.